# Joe Nathan Ballard
Joe Nathan Ballard, ameriški general in inženir elektrotehnike, * 27. marec 1942.

## Življenjepis
Ballar je leta 1965 diplomiral iz elektroinženirstva na Southern University and A&M College, nato pa je kot častnik vstopil v Korpus inženircev Kopenske vojske ZDA. Med prvo turo dolžnosti v Vietnamu je bil poveljnik voda 84. inženirskega bataljona, nato pa je bil v Fort Polku poveljnik trenažne čete in v Fort Belvoiru je opravil Napredni tečaj za inženirske častnike; med drugo turo dolžnosti v Vietnamu je bil poveljnik čete 864. inženirskega bataljona ter načelnik komunikacijske sekcije v 18. inženirski brigadi. Po vrnitvi v ZDA je bil dodeljen 5. armadi in Rekrutnemu poveljstvu, nato pa je bil operativni in izvršni častnik 326. inženirskega bataljona 101. zračnoprevozne divizije. 
Leta 1978 je bil poslan v Južno Korejo, kjer je postal operativni, nato pa izvršni častnik v inženirskem štabu U.S. Forces, Korea. Njegove naslednje dolžnosti so bile: glavni inženir v Energetski pisarni Kopenske vojske ZDA pri Pisarni namestnika načelnika Generalštaba Kopenske vojske ZDA za logistiko; poveljnik 82. inženirskega bataljona (1982-), poveljnik 18. inženirske brigade in hkrati pomočnik namestnika načelnika štaba za inženirstvo pri Sedežu Kopenske vojske ZDA Evropa, pomočnik komandanta Inženirske šole Kopenske vojske ZDA (1991-), načelnik bazne študije totalne vojske v Pisarni načelnika Generalštaba Kopenske vojske ZDA in poveljujoči general Inženirskega centra in Fort Leonard Wood. 
Nato pa je bil načelnik štaba Poveljstva za usposabljanje in doktrino in nazadnje načelnik inženircev (Chief of Engineers) in poveljnik Korpusa inženircev Kopenske vojske ZDA.
Poleg osnovnega študija je opravil še magisterij iz inženirskega menedžmenta (Univerza Missourija-Rolla) in končal Osnovni ter nadaljevalni tečaj inženirskega častnika, Poveljniški in generalštabni kolidž Kopenske vojske zDA in Vojni kolidž Kopenske vojske ZDA.

## Odlikovanja
- Army Distinguished Service Medal
- Legija za zasluge (s 3 hrastovimi listi)
- Bronasta zvezda (s hrastovim listom)
- Defense Meritorious Service Medal
- Meritorious Service Medal (s 3 hrastovimi listi)
- Army Commendation Medal (s hrastovim listom)